# Guilleminit
Guilleminit ist ein sehr selten vorkommendes Uran-Mineral aus der Mineralklasse der „Oxide und Hydroxide“ (einschließlich V[5,6]-Vanadate, Arsenite, Antimonite, Bismutite, Sulfite, Selenite, Tellurite und Iodate). Es kristallisiert im orthorhombischen Kristallsystem mit der chemischen Zusammensetzung Ba(UO2)3(SeO3)2O2·2H2O, ist also ein wasserhaltiges Barium-Uranyl-Selenit.
Guilleminit entwickelt hellgelb glänzende flache Kristalle sowie gelbe Aggregate. Es sind weltweit bisher von nur vier Fundorte bekannt.

## Etymologie und Geschichte
Guilleminit wurde erstmals 1965 in einer Mineralprobe aus der Musonoi Mine in der heutigen Demokratischen Republik Kongo entdeckt und von den Entdeckern Pierrot, Toussaint und Verbeek nach dem Chemiker und Mineralogen Jean Claude Guillemin (13. September 1923 – 6. April 1994), benannt, der von 1957 bis 1969 Professor und Kurator der Mineralogischen Sammlung an der Ecole des Mines in Paris war, und als Generaldirektor der Union Miniere du Haut-Katanga Mitgründer der International Mineralogical Association war.
Das Typmaterial des Minerals wird in der Mineralogischen Sammlung der Mines ParisTech (Ecole Nationale Supérieure des Mines, ENSM) sowie am National Museum of Natural History in Washington, D.C. (USA) unter der Katalog-Nr. 119360 aufbewahrt.

## Klassifikation
In der veralteten 8. Auflage der Mineralsystematik nach Strunz gehörte der Guilleminit zur Mineralklasse der „Oxide und Hydroxide“ (einschließlich V[5,6]-Vanadate, Arsenite, Sulfite, Selenite, Tellurite und Iodate) und dort zur Abteilung der „Arsenite, Selenite, Tellurite und Jodate“, wo er zusammen mit Moctezumit die „Guilleminit-Moctezumit-Gruppe. Mit UO2“ mit der System-Nr. IV/G.02d und dem weiteren Mitglied Demesmaekerit innerhalb der Familie der „Selenite und Tellurite“ bildete.
Im Lapis-Mineralienverzeichnis nach Stefan Weiß, das sich aus Rücksicht auf private Sammler und institutionelle Sammlungen noch nach dieser alten Form der Systematik von Karl Hugo Strunz richtet, erhielt das Mineral die System- und Mineral-Nr. IV/K.11-30. In der „Lapis-Systematik“ entspricht dies der Abteilung „Sulfite, Selenite und Tellurite“, wo Guilleminit zusammen mit Demesmaekerit, Derriksit, Haynesit, Larisait, Marthozit und Piretit die Gruppe der „Uranylselenite mit Baugruppen [UO2]2+–[SeO3]2−“ bildet (Stand 2018).
Die seit 2001 gültige und von der International Mineralogical Association (IMA) bis 2009 aktualisierte 9. Auflage der Strunz’schen Mineralsystematik ordnet den Guilleminit ebenfalls in die Klasse der „Oxide und Hydroxide“ und dort in die Abteilung der „Arsenite, Antimonite, Bismutite, Sulfite, Selenite, Tellurite und Iodate“ ein. Diese ist allerdings weiter unterteilt nach der Art der Verbindung sowie der möglichen Anwesenheit von zusätzlichen Anionen und Kristallwasser, so dass das Mineral entsprechend seiner Zusammensetzung in der Unterabteilung „Selenite mit zusätzlichen Anionen; mit H2O“ zu finden ist, wo es als einziges Mitglied die unbenannte Gruppe 4.JJ.10 bildet.
Die vorwiegend im englischen Sprachraum gebräuchliche Systematik der Minerale nach Dana ordnet den Guilleminit dagegen in die Klasse der „Sulfate, Chromate und Molybdate“ und dort in die Abteilung der „Selenite, Tellurite und Sulfite“ ein. Hier ist er zusammen mit Piretit in der unbenannten Gruppe 34.07.03 innerhalb der Unterabteilung „Selenite - Tellurite - Sulfite“ zu finden.

## Kristallstruktur
Guilleminit kristallisiert orthorhombisch in der Raumgruppe P21nm (Raumgruppen-Nr. 31, Stellung 4) mit den Gitterparametern a = 7,08 Å; b = 7,29 Å und c = 16,88 Å sowie zwei Formeleinheiten pro Elementarzelle.
Die Kristallstruktur wurde von 1995 gelöst. Guilleminite ist chemisch betrachtet das Barium-Analogon des Kupfer-Uranyl-Selenits Marthozit, von dem es sich aufgrund der Größenunterschiede zwischen Kupfer und Barium auch kristallographisch unterscheidet. Guilleminit ist außerdem topologisch identisch mit Phosphuranylit (KCa(H3O)3(UO2)7(PO4)4O4·8H2O), wobei im Phosphuranylit die Verknüpfung der Uranylketten durch Phosphat-Anionen (PO4)3− erfolgt, wohingegen beim Guilleminit diese Rolle von den Selenit-Anionen (SeO3)2− übernommen wird.

## Eigenschaften
Das Mineral ist durch seinen Urangehalt von bis zu 55,5 % radioaktiv. Unter Berücksichtigung der Mengenanteile der radioaktiven Elemente in der idealisierten Summenformel sowie der Folgezerfälle der natürlichen Zerfallsreihen wird für das Mineral eine spezifische Aktivität von etwa 99,2 kBq/g angegeben (zum Vergleich: natürliches Kalium 0,0312 kBq/g). Der zitierte Wert kann je nach Mineralgehalt und Zusammensetzung der Stufen deutlich abweichen, auch sind selektive An- oder Abreicherungen der radioaktiven Zerfallsprodukte möglich und ändern die Aktivität.

## Bildung und Fundorte
Guilleminit bildet sich als sekundäres Uranmineral in der Oxidationszone selenreicher hydrothermaler Uranerze. Es findet sich vor allem an seiner Typlokalität, der Musonoi Mine, vergesellschaftet mit Malachit, Cuprosklodowskit, Kasolit, Uranophan, und Wulfenit sowie den weiteren Uranylselenit-Mineralen Marthozit, Demesmaekerit und Derriksit. Es ist bisher nur von vier Fundort weltweit bekannt. Neben der Typlokalität ist es auch in der benachbarten Shinkolobwe Mine in der Demokratischen Republik Kongo nachgewiesen worden. Darüber hinaus ist es bisher nur aus Liauzun, bei der Gemeinde Olloix im Département Puy-de-Dôme in der Region Auvergne-Rhône-Alpes in Frankreich und der Eureka Mine bei dem Dorf La Torre de Cabdella in der Provinz Lleida in Katalonien, Spanien, gefunden worden.

## Vorsichtsmaßnahmen
Auf Grund der starken Radioaktivität des Minerals sollten Mineralproben vom Guilleminit nur in staub- und strahlungsdichten Behältern, vor allem aber niemals in Wohn-, Schlaf- und Arbeitsräumen aufbewahrt werden. Ebenso sollte wegen der hohen Toxizität und Radioaktivität von Uranylverbindungen eine Aufnahme in den Körper (Inkorporation, Ingestion) auf jeden Fall verhindert und zur Sicherheit direkter Körperkontakt vermieden sowie beim Umgang mit dem Mineral Mundschutz und Handschuhe getragen werden.